# میگل چیجیوا
میگل چیجیوا (انگلیسی: Miguel Chijiwa؛ تاریخ ورودی نامعتبر است – ۱ ژانویهٔ ۱۶۳۳) یکی از چهار نوجوانی بود که در سال ۱۵۸۲ همراه با گروه اعزامی تنشو به روم رفت. وی بعدها و پس از بازگشت به ژاپن مسیحیت را ترک کرد.